# Eryngium bungei
Eryngium bungei är en flockblommig växtart som beskrevs av Pierre Edmond Boissier. Eryngium bungei ingår i släktet martornar, och familjen flockblommiga växter. Inga underarter finns listade i Catalogue of Life.